# Skarøkse
Skarøkse (nogle gange omtalt Skarreøkse, Skarvøkse eller skovløkse) er en type økse til træarbejde. Navnet kommer fra at skarre, der betyder at udglatte eller sammenføje.
Skarøksen er en tværøkse med ensidig indvendig fas også kaldt tengsel, tingsel, tinsel eller tængsel; beslægtet med den er diksel, norsk teksle, der kommer af oldnordisk Þæxla, økse. Bladet (hovedet) sidder på tværs af skaftet. Hovedet kan evt. være forsynet med hammer, en hammerhovedlignende "knast" i nakken. Skafthullet er konisk, firkantet med størst tværsnit yderst, således at hovedet altid spændes fast under brugen, men nemt kan aftages når øksen skal skærpes. Skarøksens æg er lige eller svagt krummet og kan være forsynet med "ører", små ombøjede flige – især på de brede eksemplarer – det forhindrer øksen i at bide sig fast i træet.
Hvis hovedet er meget krumt og æggen hul kan den betegnelses hultengsel.
Bødkere bruger skarøkse; her kaldes den bødkertengsel, bødkerøkse eller bådøkse.

## Ekstern henvisning
- R.A. Salaman: Dictionary of woodworking Tools, London 1989, ISBN 0-04-440256-2
- Træsmedens Håndværktøj Arkiveret 16. september 2008 hos  Wayback Machine